# Азербайджано-узбекистанские отношения
Азербайджано-узбекистанские отношения — дипломатические отношения между Азербайджанской Республикой и Республикой Узбекистан в политической, экономической и иных сферах.
Страны являются членами Организации тюркских государств.

## Дипломатические отношения
Узбекский и азербайджанские народы объединяют близкие национальные обычаи и традиции, общая языковая группа, культура и религия. Оба народа являются тюркскими. Долгие годы обе страны были союзными республиками СССР.
Дипломатические отношения между странами установлены 2 октября 1995 года. В августе 1996 года начало работу посольство Азербайджанской Республики в Узбекистане. В июле 1998 года открыто посольство Республики Узбекистан в Азербайджанской Республике.
Между странами налажено сотрудничество в рамках международных организаций, включая ООН, ОИК, СНГ. Обе страны являются участниками Организации тюркских государств.
Узбекистан всегда поддерживал мирное урегулирование карабахского конфликта политическими средствами. Узбекистан считает обеспечение территориальной целостности Азербайджана одним из главных условий урегулирования конфликта.
В Парламенте Азербайджана действует двусторонняя рабочая группа по межпарламентским связям между Азербайджаном и Узбекистаном. Группа создана 7 марта 1997 года. Первым руководителем группы был Юсиф Багирзаде. С 4 марта 2016 года группу возглавляет Эльдар Ибрагимов.
В апреле 2024 года во втором городе Азербайджана — Гяндже открылось первое Почётное Консульство Узбекистана в Азербайджане и в истории дипломатии Узбекистана в целом. Первым почётным послом был назначен Кенан Джалилов.
2 июля 2025 года открыто новое здание посольства Узбекистана в Баку.

## Двусторонние визиты
Первый официальный визит Президента Республики Узбекистан Ислама Каримова в Азербайджан состоялся 26-27 мая 1996 года. В ходе визита две страны подписали специальный пакет документов, состоящий из 19 соглашений, среди которых было Соглашение о дружбе и сотрудничестве между двумя государствами. В ходе визита Президенту Узбекистана Исламу Каримову было присвоено звание почетного доктора Бакинского государственного университета.

Официальный визит Президента Азербайджанской Республики Гейдара Алиева в Узбекистан состоялся 18-19 июня 1997 года. Как и в Баку, в Ташкенте было подписано 19 документов. Среди этих документов большое значение имеет соглашение между Азербайджаном и Узбекистаном о дальнейшем развитии сотрудничества, укреплении дружбы и партнерства. Выступая на церемонии подписания, президент Азербайджана Гейдар Алиев сказал: 
«Мы хотим иметь надежное партнерство с Узбекистаном в Азербайджане, и мы сделаем все, чтобы эти отношения были, развивались и укреплялись». 
Президент Узбекистана сказал, что отношения между двумя странами будут носить стратегический характер. 19 июня 1997 года Президенту Азербайджана была вручена грамота Почетного доктора Ташкентского университета.
9 августа 1998 года Президент Азербайджана Гейдар Алиев вновь встретился с Президентом Узбекистана в Ялте на мероприятии, посвященных 60-летию Президента Украины Леонида Кучмы. На встрече обсуждались вопросы, представляющие взаимный интерес.
23-24 марта 2004 года следующий Президент Азербайджанской Республики Ильхам Алиев совершил государственный визит в Республику Узбекистан. Стороны обменялись мнениями по перспективам двусторонних отношений между Азербайджаном и Узбекистаном, вопросам безопасности на Южном Кавказе и в Центральной Азии, региональным и международным вопросам.
14-15 октября 2019 года президент Узбекистана Шавкат Мирзиёев посетил Азербайджан с официальным визитом для участия в 7 Саммите Тюркского Совета Организации тюркских государств.

## Договорно-правовая база
Между странами подписано 133 документа, в том числе:
- Договор о дружбе и сотрудничестве (27.05.1996)
- Соглашение о научно-техническом сотрудничестве между НИИ защиты растений и технических культур Азербайджана и НИИ селекции, семеноводства и агротехнологии выращивания хлопка РУ (март 2021)[6]

## В области экономики
Комиссия 18 июня 1997 года создана межправительственная комиссия по экономическому сотрудничеству.
На август 2024 года на территории Узбекистана действуют 236 компаний с азербайджанским участием, из них 62 совместных предприятия, 174 предприятий со 100 % иностранным участием.
В Азербайджане действуют 70 компаний Узбекистана.
Действует совместное предприятие по производству шёлка «Шеки Ипек». Планируется открытие совместного предприятия по производству шёлка в Барде. Узбекистан поставляет в Азербайджан оборудование для хлопкоочистительных заводов.

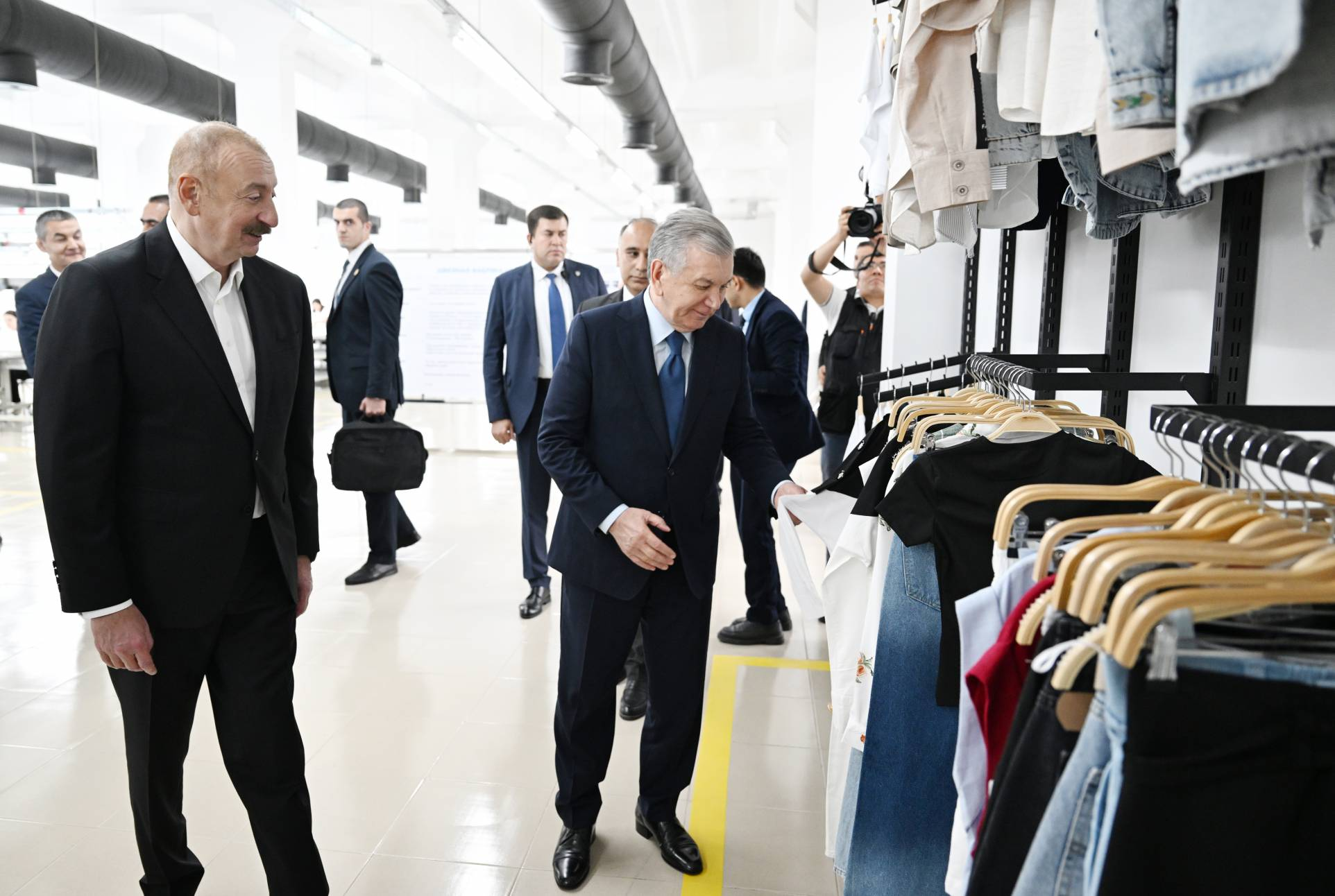
Президент Узбекистана Шавкат Мирзиёев и Президент Азербайджана Ильхам Алиев во время визита на швейную фабрику Businesstex JV Ханкенди Июль 2025

ОАО «Азермаш» из деталей, поставляемых Узбекистаном, осуществляет сборку автомобилей «Chevrolet».
Осуществляется взаимодействие в области сельского хозяйства, шелководства, текстильной промышленности, химической промышленности.
Действует узбекско-азербайджанский инвестиционный фонд.
Между Азербайджаном, Узбекистаном и Казахстаном реализуется проект Каспийского зелёного энергетического коридора. Азиатским банком развития и Азиатским банком инфраструктурных инвестиций выделено 2 млн долл. на развитие проекта. Согласно проекту будет развиваться передача зелёной энергии между странами.
В ноябре 2024 года в Ханкенди открыта азербайджано-узбекская совместная швейная фабрика «Businesstex JV».
Размер прямых иностранных инвестиций Азербайджана в Узбекистан в 2023 году составил 23,2 млн долл. США, в 2024 году — 93,1 млн долл. США.
Объем товарооборота между Узбекистаном и Азербайджаном в 2010 году составил 25,9 миллиона долларов.

### Товарооборот (тыс. долл)
| Год  | Экспорт Азербайджана | Импорт Азербайджана | Сумма товарооборота |
| ---- | -------------------- | ------------------- | ------------------- |
| 2020 | 23 130,69            | 59 187,72           | 82 318,41           |
| 2021 | 33 489,95            | 78 413,45           | 111 903,4           |
| 2022 | 46 450,99            | 136 856,90          | 183 307,89          |
| 2023 | 47 115,58            | 131 656,15          | 178 771,73          |
| 2024 | 40 340,75            | 211 716,71          | 252 057,46          |

Экспорт Узбекистана: фасоль, изюм, арахис, хлороводород, шёлк, ткани, легковые автомобили, автобусы, грузовики.
Экспорт Азербайджана: сахар, сахароза, лакокрасочные изделия, полиэтилен, медь.

## Туризм и транспорт
Авикомпанией «Азербайджанские авиалинии» осуществляются перелёты в Ташкент.
4 октября 2022 года начаты полёты в Самарканд. Это стали первые в истории перелёты из Баку в Самарканд. Рейсы носят сезонный характер.
Ежегодно около 10 000 граждан Азербайджана посещают Ташкент.

## В области культуры
В Баку установлен памятник Алишеру Навои, в Ташкенте — Низами Гянджеви. Ташкентский государственный педагогический университет носит имя Низами Гянджеви. С 2002 года на базе данного университета осуществляет деятельность общество дружбы Азербайджан — Узбекистан.
В Азербайджане существует поселение в честь Навои.
В Ташкенте осуществляет деятельность Азербайджанский культурный центр им. Г. Алиева. Открытие центра состоялось 27 сентября 2010 года. Центром в библиотеки столицы и регионов Узбекистана переданы книги об Азербайджане, истории, государственности, культуре и литературе Азербайджана. Часть книг переведена на узбекский язык.
С 8 по 11 октября 2023 года кинематографисты Узбекистана приняли участие в III кинофестивале тюркского мира «Коркут Ата» в Баку. На фестивале были представлены фильмы Узбекистана.
16 марта 2024 года при поддержке Фонда развития культуры и искусства Узбекистана на сцене Азербайджанского государственного академического музыкального театра впервые был поставлен балетный спектакль «Лазги. Танец души и любви». Постановка посвящена узбекскому народному танцу лазги.
С 17 марта до 1 июля 2024 года в Центре Гейдара Алиева открыта выставка «Наследие в стежках: Путешествие по вышивкам и швейным традициям Узбекистана». В открытии выставки приняли участие первый вице-президент Азербайджанской Республики Мехрибан Алиева и помощник Президента Республики Узбекистан Саида Мирзиёева. На выставке представлено более 140 образцов декоративно-прикладного искусства из музеев Узбекистана. На выставке представлены культурно-историческое наследие и национальные костюмы Узбекистана.
В марте 2024 года на узбекском языке издан роман Мамеда Саида Ордубади «Меч и перо».
13 сентября 2024 года в Гяндже открыт центр узбекского языка и культуры.